# Набла
На́бла — символ ∇, в математике обозначающий оператор Гамильтона.
Также исторически известен как атлед (англ. atled) — слово дельта справа налево, по сходству с перевёрнутой заглавной греческой буквой дельта — {\displaystyle \Delta }; или дел (del)

## Происхождение
Название заимствовано из др.-греч. νάβλα, от др.-евр. נֵבֶל‬ невель — род арфы с треугольным остовом. Такое название предложил в шутку Робертсон Смит, друг Максвелла, в личной переписке, и оно постепенно стало привычным. Первое печатное появление термина отмечено в 1890 году.

## Использование
- в содержательно-генетической логике — для обозначения операции отсчёта;
- в математике — для обозначения оператора Гамильтона, ковариантной производной, нисходящей конечной разности и многочлена Александера.

## Набор
- в Юникоде — «U+2207»;
- в HTML — «&nabla;»;
- в LaTeX — «\nabla».